# Liancourt-Fosse
Liancourt-Fosse è un comune francese di 265 abitanti situato nel dipartimento della Somme nella regione dell'Alta Francia.

## Società

### Evoluzione demografica
Abitanti censiti